# Leporinus octofasciatus
Leporinus octofasciatus, denominada popularmente boga o boguita, es una especie del género de peces de agua dulce Leporinus, la familia Anostomidae en el orden Characiformes. Habita en aguas cálidas o templado-cálidas del centro de América del Sur. Su longitud total ronda los 23,5 cm. Fue descrita originalmente en el año 1915 por Franz Steindachner. La localidad tipo es: «Joinville, Santa Catarina, Brasil». 

## Distribución
Esta especie se encuentra en ríos de aguas tropicales y subtropicales de América del Sur, llegando por el sur hasta el sur a la cuenca del Plata, en el Brasil, Paraguay y el nordeste de la Argentina, siendo colectada en las cataratas del Iguazú.